# Озерлаг
Озёрный исправи́тельно-трудово́й ла́герь (Озерлаг, Особый лагерь № 7, особлаг № 7) — особый лагерь для политических заключённых, входил в систему лагерей ГУЛАГа.

## История
Был организован в 1948 году, был разбит на лагерные пункты, располагавшиеся между Тайшетом и Братском. В Озерлаге одновременно содержались 50 019 заключённых (данные на 1 января 1949 года), занятых на строительстве участка БАМа Братск — Тайшет и далее до Усть-Кута, а также на лесозаготовках, деревопереработке, производстве и поставке пиломатериалов, шпал и сборных деревянных домов.

## Структура

### Лаготделения
- лагерное отделение № 1 — управление в Седаново, создано в 1963[3].

лагпункт № 1 (общий режим), в 6 км от Седаново (начальник — майор Дергачёв)
лагпункт № 2 (усиленный режим), в 14 км западнее от деревни Воробьёво Нижне-Илимского района (начальник — капитан Добренко)
- лагерное отделение № 3 — управление в посёлке Анзёба[5], Братского р-на, забастовка в конце 1954 года[6]

лагпункт № 307 (спецлагпункт строгого режима, штрафной) — там же в посёлке Анзёба, Братского района, штрафной лагерь для участников лагерных восстаний, забастовка в конце 1954 года.
- лагерное отделение № 8 — очистка ложа Братского водохранилища, забастовка в январе — апреле 1960[3]

### Лагпункты, принадлежавшие неизвестным лаготделениям
- Вихоревка — лагпункт № 010[9]
- лагпункт № 014 — новый штрафной[8]
- лагпункт № 025 — тайшетская пересылка[10].
- лагпункт № 033 — среди узников генерал Крюков[11]
- лагпункт № 038 — лесоповал[8]
- лагпункт № 04[8].
- Тайшет — лагпункт № 048 — центральные авторемонтные мастерские (ЦАРМ), будущий Тайшетский завод по ремонту дорожно-строительной техники), там же центральная культбригада[9][12].
- лагпункт № 05[13].
- лагпункт № 058[13]
- лагпункт № 06 — кирпичный завод[14]
- лагпункт № 07 — деревообрабатывающий комбинат (ДОК)[8]
- Тайшет — лагпункт № 101[15].
- Вихоревка — штрафной лагпункт № 410[16].
- Тайшет — лагпункт № 420, в конце 1950-х годов содержались преимущественно верующие[17]
- Тайшет — лагпункт № 601, содержались иностранцы, позднее «красноповязочники»[a], в том числе несколько осуждённых по делам Берии и Абакумова (Чернов и другие)[8]

## Известные узники
см. Категория:Заключённые Озерлага
- Карл Фридрихович Штайнер — австрийский и югославский коммунист, писатель
- Дмитрий Александрович Быстролётов — советский разведчик-нелегал
- Сергей Николаевич Войцеховский — русский офицер, белоэмигрант, участник чехословацкого сопротивления
- Язеп Германович — белорусский греко-католический священник и писатель
- Игорь Александрович Кривошеин — деятель русской эмиграции, участник французского антифашистского сопротивления
- Юрий Тимонович Литвин — украинский поэт, публицист и правозащитник
- Хуго Пяртельпоэг —  эстонский политик
- Адам Викентьевич Станкевич — белорусский католический священник, политик и общественный деятель
- Русланова Лидия Андреевна — известная советская певица

## Начальники
- Филимонов М. В., подполковник, с 07.12.1948 по 22.12.1949 (по совместительству начальник Ангарлага)[2].
- Евстигнеев С. К., подполковник, полковник, с 22.12.1949 — не ранее 03.12.1957, (c 20.09.1954 назначен по совместительству начальником строительства комбината 823 Министерства среднего машиностроения)[2].
- Крылов А. А., подполковник, (упоминается как и. о. 26 апреля 1952, 13 июля 1954);
- Кочетков ?. ?., подполковник, (упоминается как и. о. 13.08.1955);

### Заместители начальника
- Марин Г. А., подполковник, полковник, с 7 декабря 1948 по 28 декабря 1950.

## Комментарии
1. ↑  Лагерный термин, обозначающий членов секции внутреннего распорядка ИТК. См. Воровской жаргон. 2014.